# Sasimella halmaherae
Sasimella halmaherae är en insektsart som beskrevs av Kästner 1933. Sasimella halmaherae ingår i släktet Sasimella och familjen vårtbitare. Inga underarter finns listade i Catalogue of Life.